# جاش کارسون
جاش کارسون (انگلیسی: Josh Carson؛ زادهٔ ۳ ژوئن ۱۹۹۳) بازیکن فوتبال اهل بریتانیا است.
از باشگاه‌هایی که در آن بازی کرده است می‌توان به باشگاه فوتبال یورک سیتی و باشگاه فوتبال ایپسویچ تاون اشاره کرد.